# Dangwang
Dangwang (nepalski: दाङबाङ) – gaun wikas samiti w zachodniej części Nepalu w strefie Rapti w dystrykcie Pyuthan. Według nepalskiego spisu powszechnego z 2001 roku liczył on 741 gospodarstw domowych i 4633 mieszkańców (2393 kobiet i 2240 mężczyzn).